# Cercanías Asturias
A Cercanías Asturias a Spanyolországban található Asztúria elővárosi vasúthálózata, mely jelenleg 9 vonalból és ? állomásból áll. Üzemeltetője a RENFE és a FEVE.

## Állomások

### Állomások ibériai nyomtávolsággal
Az alábbi állomások 1668 mm-es nyomtávolságú vonalakon fekszenek és a Renfe Operadora üzemelteti őket:
| Állomás               | Önkormányzat     |
| --------------------- | ---------------- |
| Gijón                 | Gijón            |
| Calzada de Asturias   | Gijón            |
| Veriña                | Gijón            |
| Monteana              | Gijón            |
| Serín                 | Gijón            |
| Villabona-Tabladiello | Llanera          |
| Villabona de Asturias | Llanera          |
| Lugo de Llanera       | Llanera          |
| Lugones (Siero)       | Siero            |
| La Corredoria         | Oviedo           |
| Oviedo                | Oviedo           |
| Llamaquique           | Oviedo           |
| El Caleyo             | Oviedo           |
| Las Segadas           | Ribera de Arriba |
| Soto del Rey          | Ribera de Arriba |
| Olloniego             | Oviedo           |
| La Pereda-Riosa       | Mieres           |
| Ablaña                | Mieres           |
| Mieres-Puente         | Mieres           |
| Santullano            | Mieres           |
| Ujo                   | Mieres           |
| Villallana            | Lena             |
| Pola de Lena          | Lena             |
| La Cobertoria         | Lena             |
| Campomanes            | Lena             |
| La Frecha             | Lena             |
| Puente de Los Fierros | Lena             |

| Állomás                    | Önkormányzat     |
| -------------------------- | ---------------- |
| Oviedo                     | Oviedo           |
| Llamaquique                | Oviedo           |
| El Caleyo                  | Oviedo           |
| Las Segadas                | Ribera de Arriba |
| Soto del Rey               | Ribera de Arriba |
| Santa Eulalia de Manzaneda | Oviedo           |
| Tudela-Veguín              | Oviedo           |
| Peña Rubia                 | Langreo          |
| Barros                     | Langreo          |
| La Felguera                | Langreo          |
| Sama                       | Langreo          |
| Ciaño                      | Langreo          |
| El Entrego                 | SMRA             |

| Állomás               | Önkormányzat |
| --------------------- | ------------ |
| Llamaquique           | Oviedo       |
| Oviedo                | Oviedo       |
| La Corredoria         | Oviedo       |
| Lugones               | Siero        |
| Lugo de Llanera       | Llanera      |
| Villabona de Asturias | Llanera      |
| Ferroñes              | Llanera      |
| Cancienes             | Corvera      |
| Nubledo               | Corvera      |
| Los Campos            | Corvera      |
| Villalegre            | Avilés       |
| La Rocica             | Avilés       |
| Avilés                | Avilés       |
| San Juan de Nieva     | Castrillón   |

### Állomások méteres nyomtávolsággal

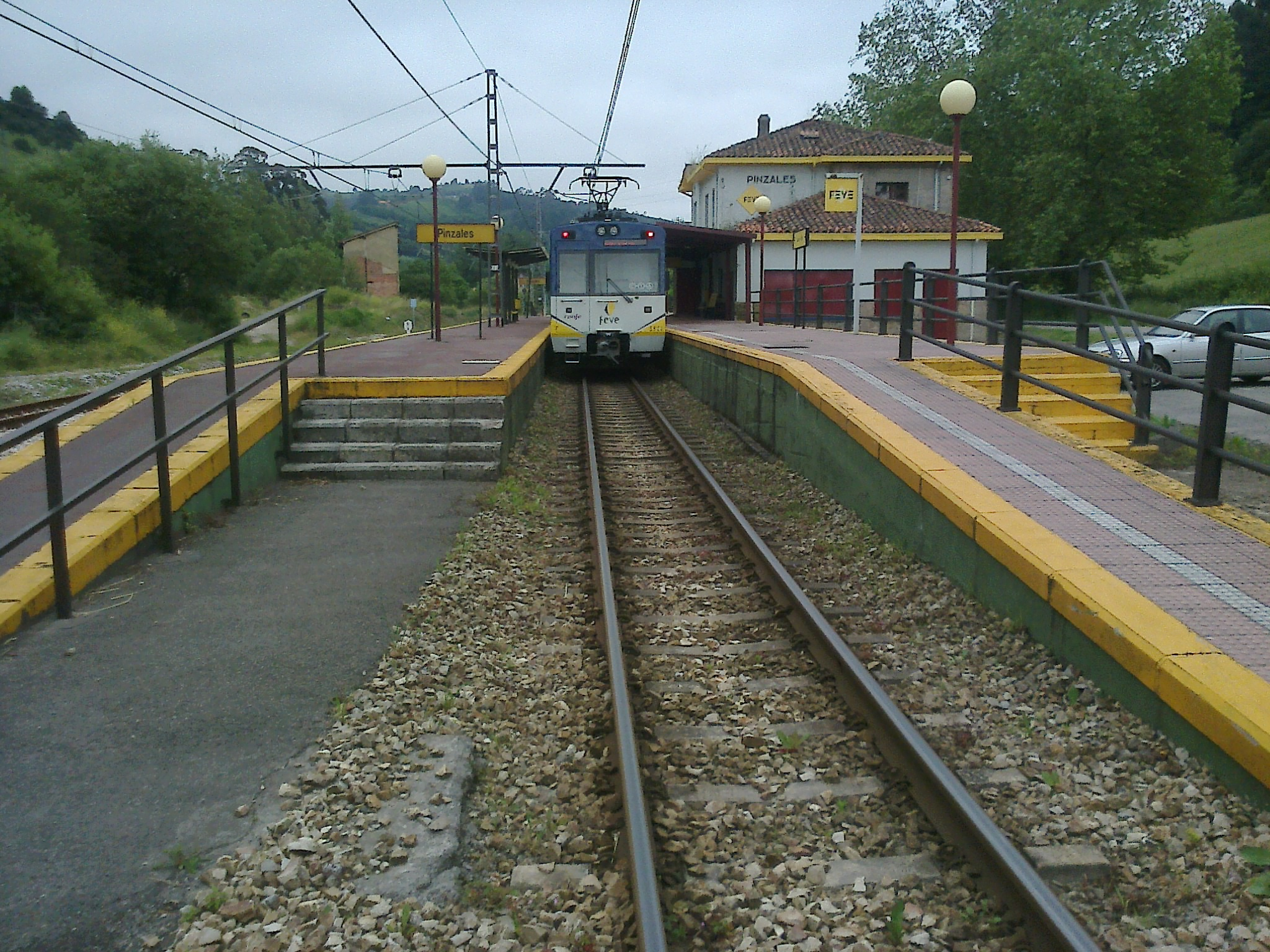
C-5 vonat Pinzales állomáson

Az alábbi állomások 1000 mm-es nyomtávolságú vonalakon fekszenek és a FEVE üzemelteti őket:
| Állomás               | Önkormányzat   |
| --------------------- | -------------- |
| Gijón railway Állomás | Gijón          |
| Tremañes              | Gijón          |
| Centro de Transportes | Gijón          |
| Veriña                | Gijón          |
| Aboño                 | Carreño        |
| Xivares               | Carreño        |
| Perlora               | Carreño        |
| Candás Apeadero       | Carreño        |
| Candás                | Carreño        |
| Regueral              | Carreño        |
| Zanzabornin           | Carreño        |
| Laminacion            | Corvera        |
| Trasona               | Corvera        |
| Llaranes              | Avilés         |
| Avilés Apeadero       | Avilés         |
| Avilés                | Avilés         |
| Cristalería           | Avilés         |
| Raíces                | Castrillón     |
| Salinas               | Castrillón     |
| Piedras Blancas       | Castrillón     |
| Vegarrozadas          | Castrillón     |
| Santiago del Monte    | Castrillón     |
| El Parador            | Soto del Barco |
| Soto del Barco        | Soto del Barco |
| Riberas               | Soto del Barco |
| Peñaullan             | Pravia         |
| Pravia                | Pravia         |
| Santianes             | Pravia         |
| Los Cabos             | Pravia         |
| Muros de Nalon        | Muros de Nalón |
| El Pito-Piñera        | Cudillero      |
| Cudillero             | Cudillero      |

| Állomás               | Önkormányzat |
| --------------------- | ------------ |
| Gijón railway Állomás | Gijón        |
| Tremañes              | Gijón        |
| Sotiello              | Gijón        |
| Pinzales              | Gijón        |
| La Aguda              | Gijón        |
| Puente Buracos        | Siero        |
| Florida               | Siero        |
| Noreña                | Noreña       |
| El Berrón             | Siero        |
| Xixún                 | Siero        |
| Bendición             | Siero        |
| Valdesoto             | Siero        |
| Carbayín              | Siero        |
| Boca Sur-Curuxona     | Siero        |
| Tuilla                | Langreo      |
| La Felguera           | Langreo      |
| Sama                  | Langreo      |
| Ciaño                 | Langreo      |
| San Vicente           | SMRA         |
| El Entrego            | SMRA         |
| Carrocera             | SMRA         |
| San Martín            | SMRA         |
| Sotrondio             | SMRA         |
| Blimea                | SMRA         |
| Barredos              | Laviana      |
| Pola de Laviana       | Laviana      |

| Állomás                | Önkormányzat |
| ---------------------- | ------------ |
| Oviedo railway Állomás | Oviedo       |
| Parque Principado      | Oviedo       |
| La Corredoria          | Oviedo       |
| Colloto                | Oviedo       |
| Meres                  | Siero        |
| Fonciello              | Siero        |
| El Berrón              | Siero        |
| La Carrera             | Siero        |
| Pola de Siero          | Siero        |
| Los Corros             | Siero        |
| Lieres                 | Siero        |
| El Remedio             | Nava         |
| Llames                 | Nava         |
| Nava                   | Nava         |
| Fuente Santa           | Nava         |
| Ceceda                 | Nava         |
| Carancos               | Nava         |
| Pintueles              | Piloña       |
| Infiesto               | Piloña       |
| Infiesto Apeadero      | Piloña       |

| Állomás                | Önkormányzat   |
| ---------------------- | -------------- |
| Oviedo railway Állomás | Oviedo         |
| Argañosa-Lavapiés      | Oviedo         |
| Las Campas             | Oviedo         |
| Las Mazas              | Oviedo         |
| San Claudio            | Oviedo         |
| San Pedro de Nora      | Las Regueras   |
| Soto-Udrión            | Oviedo         |
| Trubia                 | Oviedo         |
| Santa María de Grado   | Grado          |
| Vega de Anzo           | Grado          |
| Peñaflor               | Grado          |
| Grado                  | Grado          |
| Sandiche               | Candamo        |
| Aces                   | Candamo        |
| San Román              | Candamo        |
| Beifar                 | Pravia         |
| Pravia                 | Pravia         |
| San Esteban de Pravia  | Muros de Nalón |

| Állomás             | Önkormányzat     |
| ------------------- | ---------------- |
| Trubia              | Oviedo           |
| Caces               | Oviedo           |
| Fuso de la Reina    | Oviedo           |
| Palomar             | Ribera de Arriba |
| Soto de Ribera      | Ribera de Arriba |
| Parteayer           | Morcín           |
| Peñamiel            | Morcín           |
| Baíña               | Mieres           |
| La Pereda           | Mieres           |
| Ablaña              | Mieres           |
| Mieres-Puente       | Mieres           |
| Santullano-Caudalia | Mieres           |
| Figaredo            | Mieres           |
| Ujo-Taruelo         | Mieres           |
| Santa Cruz          | Mieres           |
| Caborana            | Aller            |
| Moreda              | Aller            |
| Oyanco              | Aller            |
| San Antonio         | Aller            |
| Piñeres             | Aller            |
| Corigos             | Aller            |
| Santa Ana-Soto      | Aller            |
| Cabañaquinta        | Aller            |
| Levinco             | Aller            |
| Collanzo            | Aller            |

| Állomás                | Önkormányzat |
| ---------------------- | ------------ |
| Gijón railway Állomás  | Gijón        |
| Noreña                 | Noreña       |
| El Berrón              | Siero        |
| Colloto                | Siero        |
| Parque Principado      | Siero        |
| Oviedo railway Állomás | Oviedo       |
| Vallobín               | Oviedo       |
| Argañosa-Lavapiés      | Oviedo       |
| Las Campas             | Oviedo       |
| San Claudio            | Oviedo       |
| Trubia                 | Oviedo       |